# Lega Pro Seconda Divisione
La Lega Pro Seconda Divisione (denominada así desde verano de 2008) fue la cuarta división del fútbol italiano. Nació en 1978 bajo el nombre de Serie C2, como consecuencia de la división de la antigua Serie C en dos ligas: Serie C1 (tercera división) y Serie C2. Estaba organizada por la Lega Italiana Calcio Professionistico.
La liga se componía de 36 equipos divididos en dos grupos (A y B ) de 18 equipos, que dividían a los equipos geográficamente. Estaba dividido en dos fases: la liga regular, jugado de septiembre a mayo, y la fase de playoff a partir de mayo a junio.
Ascendían los equipos que acababan primero y segundo en la liga, más un equipo que ganaba el playoff de cada división a Lega Prima Divisione; bajaban los equipos que acababan en los 3 últimos lugares en la liga, más tres perdedores del playoff de descenso a la Serie D. En total, ascendían seis equipos a Lega Pro Prima Divisione, y bajaban nueve equipos a Serie D.
A partir de la temporada 2014/15, se fusionó con la Lega Pro Prima Divisione en una única liga: la Lega Pro, refundación de la antigua Serie C.

## Campeones
Serie C2
| Temporada | C2/A        | C2/B                | C2/C           | C2/D          |
| --------- | ----------- | ------------------- | -------------- | ------------- |
| 1978-79   | Sanremese   | Cremapergo          | Fano           | Rende         |
| 1979-80   | Prato       | Modena              | Giulianova     | Cosenza       |
| 1980-81   | Rhodense    | Padova              | Casertana      | Campania      |
| 1981-82   | Carrarese   | Ancona              | Siena          | Barletta      |
| 1982-83   | Prato       | Legnano             | Francavilla    | Messina       |
| 1983-84   | Livorno     | Pavia               | Jesi           | Reggina       |
| 1984-85   | Siena       | Virescit Boccaleone | Brindisi       | Licata        |
| 1985-86   | Lucchese    | Centese             | Teramo         | Nocerina      |
| 1986-87   | Torres      | Ospitaletto         | Vis Pesaro     | Frosinone     |
| 1987-88   | Carrarese   | Mantova             | Perugia        | Palermo       |
| 1988-89   | Casale      | Chievo              | Fidelis Andria | Puteolana     |
| 1989-90   | Siena       | Varese              | Fano           | Battipagliese |
| 1990-91   | Alessandria | Palazzolo           | Chieti         | Ischia        |
| 1991-92   | Ravenna     | Vis Pesaro          | Potenza        |               |
| 1992-93   | Mantova     | Pistoiese           | Juve Stabia    |               |
| 1993-94   | Crevalcore  | Gualdo              | Trapani        |               |
| 1994-95   | Brescello   | Montevarchi         | Nocerina       |               |
| 1995-96   | Novara      | Treviso             | Avezzano       |               |
| 1996-97   | Lumezzane   | Ternana             | Battipagliese  |               |
| 1997-98   | Varese      | SPAL                | Marsala        |               |
| 1998-99   | Pisa        | Viterbese           | Catania        |               |
| 1999-00   | Spezia      | Torres              | Messina        |               |
| 2000-01   | Padova      | Lanciano            | Taranto        |               |
| 2001-02   | Prato       | Teramo              | Martina        |               |
| 2002-03   | Pavia       | Florentia Viola     | Foggia         |               |
| 2003-04   | Mantova     | Grosseto            | Frosinone      |               |
| 2004-05   | Pro Sesto   | Massese             | Manfredonia    |               |
| 2005-06   | Venezia     | Cavese              | Gallipoli      |               |
| 2006-07   | Legnano     | Foligno             | Sorrento       |               |
| 2007-08   | Pergocrema  | Reggiana            | Benevento      |               |

Playoff
| Temporada | C2/A            | C2/B             | C2/C            | C2/D            |
| --------- | --------------- | ---------------- | --------------- | --------------- |
| 1978-79   | Montevarchi     | Sant'Angelo      | Anconitana      | Siracusa        |
| 1979-80   | Spezia          | Trento           | Francavilla     | Paganese        |
| 1980-81   | Alessandria     | Civitanovese     | Latina          | Virtus Casarano |
| 1981-82   | Pro Patria      | Mestre           | Rondinella      | Cosenza         |
| 1982-83   | Foligno         | Fanfulla         | Civitanovese    | Akragas         |
| 1983-84   | Asti T.S.C.     | Piacenza         | Monopoli        | Nocerina        |
| 1984-85   | Prato           | Trento           | Fano            | Sorrento        |
| 1985-86   | Spezia          | Mantova          | Martina         | Reggina         |
| 1986-87   | Derthona        | Pavia            | Francavilla     | Ischia          |
| 1987-88   | Montervarchi    | Venezia-Mestre   | Casarano        | Giarre          |
| 1988-89   | Alessandria     | Carpi            | Ternana         | Siracusa        |
| 1989-90   | Pavia           | Pro Sesto        | Baracca Lugo    | Nola            |
| 1990-91   | Massese         | Spal             | Sambenedettese  | Acireale        |
| 1991-92   | Leffe           | Carrarese        | Lodigiani       |                 |
| 1992-93   | Fiorenzuola     | Prato            | Leonzio         |                 |
| 1993-94   | Ospitaletto     | Pontedera        | Sora            |                 |
| 1994-95   | Saronno         | Castel di Sangro | Savoia          |                 |
| 1995-96   | Alzano Virescit | Fermana          | Giulianova      |                 |
| 1996-97   | Lecco           | Livorno          | Turris          |                 |
| 1997-98   | Cittadella      | Arezzo           | Crotone         |                 |
| 1998-99   | AlbinoLeffe     | Sandonà          | Benevento       |                 |
| 1999-00   | Alessandria     | Vis Pesaro       | L'Aquila        |                 |
| 2000-01   | Triestina       | Chieti           | Sora            |                 |
| 2001-02   | Pro Patria      | Sambenedettese   | Paternò         |                 |
| 2002-03   | Novara          | Rimini           | Acireale        |                 |
| 2003-04   | Cremonese       | Sangiovannese    | Vittoria        |                 |
| 2004-05   | Pizzighettone   | Ravenna          | Gela            |                 |
| 2005-06   | Ivrea           | Sassuolo         | Taranto         |                 |
| 2006-07   | Lecco           | Paganese         | Potenza         |                 |
| 2007-08   | Lumezzane       | Portosummaga     | Real Marcianise |                 |

Lega Pro Seconda Divisione
2008-2011
| Temporada | Grupo A Campeón     | Grupo A Playoff | Grupo B Campeón | Grupo B Playoff | Grupo C Campeón | Grupo C Playoff |
| --------- | ------------------- | --------------- | --------------- | --------------- | --------------- | --------------- |
| 2008-09   | Varese              | Como            | Figline         | Giulianova      | Cosenza         | Pescina V.d.G.  |
| 2009-10   | Südtirol-Alto Adige | Spezia          | Lucchese        | Gubbio          | Juve Stabia     | Cisco Roma      |
| 2010-11   | Tritium             | FeralpiSalò     | Carpi           | Carrarese       | Latina          | Trapani         |

2011-13
| Temporada | Grupo A Campeón | Grupo A Subcampeón | Grupo A Playoff | Grupo B Campeón | Grupo B Subcampeón | Grupo B Playoff |
| --------- | --------------- | ------------------ | --------------- | --------------- | ------------------ | --------------- |
| 2011-12   | Treviso         | San Marino Calcio  | Cuneo           | Perugia         | Catanzaro          | Paganese        |
| 2012–13   | Pro Patria      | Savona             | Venezia         | Salernitana     | Pontedera          | L'Aquila        |

2013-14
| Temporada | Grupo A Campeón | Grupo A Otros ascensos                                                 | Grupo B Campeón | Grupo B Otros ascensos                                                           |
| --------- | --------------- | ---------------------------------------------------------------------- | --------------- | -------------------------------------------------------------------------------- |
| 2013-14   | Bassano         | Alessandria Renate Monza Santarcangelo SPAL Mantova Real Vicenza Forlì | Messina         | Casertana Teramo Cosenza Melfi Foggia Ischia Isolaverde Vigor Lamezia Tuttocuoio |

## Lista de Equipos
En total 332 clubs han participado en las 36 ediciones de la Serie C2/Lega Pro Seconda Divisione. 
- 24 temp.: Pergolettese, Pro Vercelli
- 23 temp.: Olbia
- 21 temp.: Legnano, Novara, Teramo
- 19 temp.: Pavia, Pontedera, Pro Patria
- 18 temp.: Catanzaro, Fano, Giulianova, Montevarchi, Prato, Vigor Lamezia
- 17 temp.: Alessandria, Forlì, Juveterranova, Gubbio, Mantova, Nola, Poggibonsi, Rimini, Turris
- 16 temp.: Frosinone, Torres
- 15 temp.: Chieti, Mestre, Potenza
- 14 temp.: Carrarese, Civitanovese, Latina, Lecco, Maceratese, Ospitaletto, Sassuolo
- 13 temp.: Cavese, Igea Virtus, Lanciano, Pro Sesto, Savona, Tempio, Varese, Vis Pesaro, Voghera
- 12 temp.: Andria BAT, Biellese, Bisceglie, Brindisi, Casale, Giorgione, Lodigiani, Martina, Matera, Monopoli, Montichiari, Viareggio
- 11 temp.: Avezzano, Bellaria Igea Marina, Juve Stabia, Massese, Melfi, Pordenone, Ravenna, Sangiovannese, San Marino, Sorrento, Trapani, Valenzana
- 10 temp.: Benevento, Celano, Centese, Civitavecchia, Derthona, Pro Vasto, Siracusa, Spezia, Südtirol-Alto Adige, Venezia
- 9 temp.: Castel di Sangro, Castelnuovo, Fasano, Giugliano, Jesina, L'Aquila, Marsala, Nocerina, Rondinella, Savoia, Solbiatese, Trento
- 8 temp.: Astrea, Baracca Lugo, Battipagliese, Cecina, Cuneo, Formia, Francavilla, Gualdo, Lucchese, Messina, Mobilieri Ponsacco, Palmese, Sanremese, Siena, Trani, Treviso, Viterbese
- 7 temp.: Alcamo, Bassano Virtus, Castrovillari, Cittadella, Crotone, Ercolanese, Fanfulla, Fiorenzuola, Grosseto, Imolese, Imperia, Livorno, Omegna, Paganese, Palazzolo, Rende, SPAL, Suzzara
- 6 temp.: Acireale, Afragolese, Aversa Normanna, Campobasso, Carbonia, Carpenedolo, Cassino, Castel San Pietro, Cerretese, CuoioCappiano, Foligno, Ischia Isolaverde, Lumezzane, Montebelluna, Osimana, Puteolana, Ragusa, Rhodense, Riccione, Sandonà, Sangiuseppese, Sora, Triestina, Valdagno, Vibonese
- 5 temp.: Akragas, Altamura, Ancona, Asti, Banco di Roma, Barletta, Carpi, Casertana, Cattolica, Cisco Roma, Conegliano, Cosenza, Entella, Foggia, Frattese, Giacomense, Ivrea, Leonzio, Licata, Meda, Mira, Molfetta, Monselice, Montecatini, Monza, Oltrepò, Pistoiese, Pro Italia Galatina, Sansovino, Taranto, Ternana, Tolentino, Tricase, Virescit Boccaleone
- 4 temp.: Albanova, ALMAS, Aosta, Canavese, Casarano, Catania, Cesenatico, Cremonese, Faenza, Gavorrano, Isola Liri, Leffe, Mezzocorona, Nardò, Orceana, Padova, Pievigina, Pizzighettone, Portogruaro, Sant'Elena Quartu, Renate, Rodengo Saiano, Sambonifacese, Sarzanese, Seregno, Sorso, Vigor Senigallia, Vittoria
- 3 temp.: Adriese, Aglianese, Angizia Luco, Aprilia, Arzanese, Brescello, Canicattì, Cerveteri, Chievo, Fermana, Fondi, Gladiator, Isernia, Manfredonia, Milazzo, Nissa, Noicàttaro, Nuorese, Perugia, Pisa, Pro Cisterna, Pro Gorizia, Real Marcianise, Reggiana, Rovigo, Sant'Anastasia, Sant'Angelo, Santarcangelo, Saronno, Scafatese, Squinzano, Val di Sangro
- 2 temp.: Albese, Alghero, Arezzo, Arona, Belluno, Borgo a Buggiano, Bolzano, Casatese, Casoria, Castiglione, Città di Castello, Colligiana, Crociati Noceto, Elpidiense, FeralpiSalò, Gallipoli, Giarre, Grumese, Iperzola, Itala San Marco, Juventus Domo, Lupa Frascati, Modica, Neapolis Mugnano, Ostia Mare, Pescina Valle del Giovenco, Reggina, Rieti, Rosetana, Sacilese, Sambenedettese, Sangiustese, Sansepolcro, Thiene, Tivoli, Valdiano, Villacidrese
- 1 temp.: Adelaide Nicastro, Albinese, AlbinoLeffe, Alzano Virescit, Atlético Catania, Audace San Michele E., Aurora Desio, Avellino, Boca San Lazzaro, Borgosesia, Bra, Brembillese, Cairese, Calcio Caravaggese, Casalotti, Castel Rigone, Como, Crevalcore, Cynthia, Delta Porto Tolle, Ebolitana, Enna, Figline, Florentia Viola, Gioiese, Gioventù Brindisi, HinterReggio, Ilva, Jesolo, Juventina Gela, La Palma, Modena, Moncalieri, Morro d'Oro, Palermo, Paternò, Piacenza, Pietrasanta, Poggese, Pomezia, Pro Belvedere Vercelli, Real Vicenza, Russi, Rutigliano, Salernitana, Saviglianese, Terranova Gela, Tritium, Tuttocuoio, Vallée d'Aoste, Vico Equense, Vigevano, Virtus Verona